# Hermann Schwörer

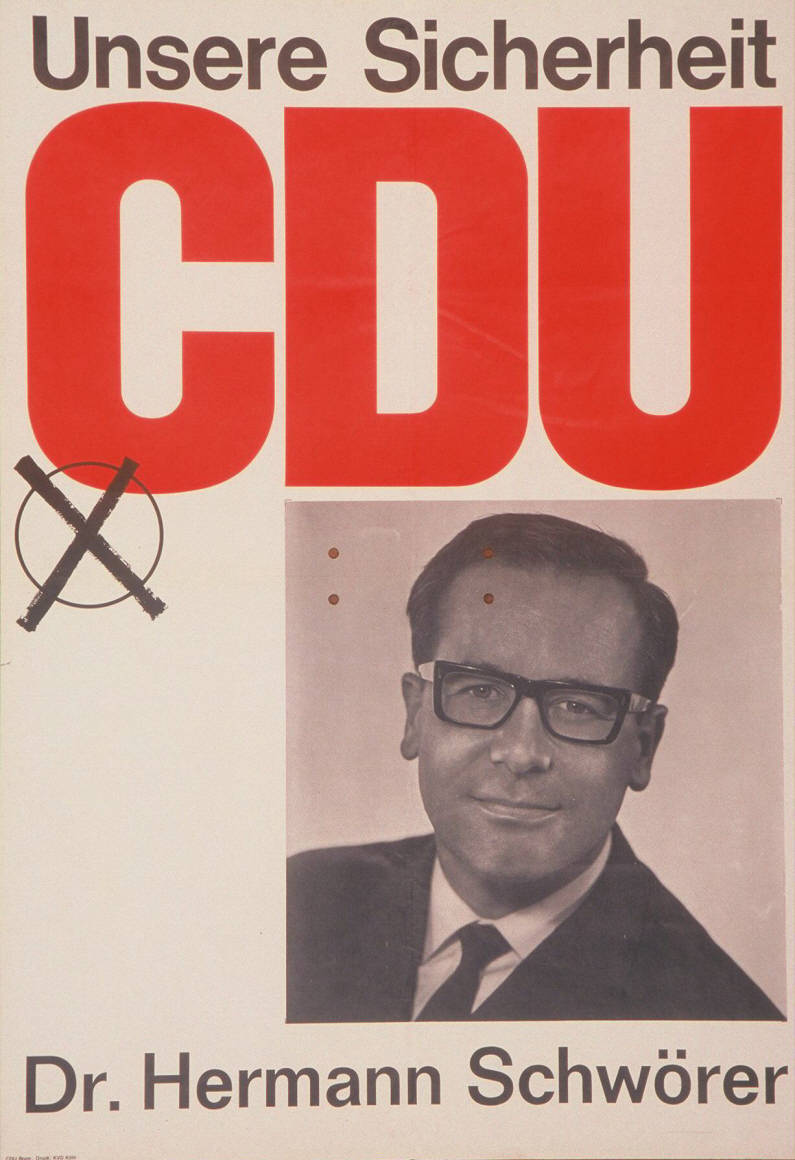
Kandidatenplakat zur Bundestagswahl 1965

Hermann Schwörer (* 1. Mai 1922 in Oberstetten; † 24. November 2017 in Sigmaringen) war ein deutscher Jurist, Unternehmer und Politiker  der CDU. Er war von 1958 bis 1994 Mitglied des Deutschen Bundestages und parallel von 1970 bis 1979 Mitglied des Europäischen Parlaments.

## Leben und Beruf
Schwörer wurde als Sohn eines Fabrikanten geboren. Nach dem Besuch des Progymnasiums in Rottenburg und dem Abitur 1940 an der Oberschule in Ehingen leistete er zunächst Reichsarbeitsdienst. Anschließend begann er ein Studium der Rechts- und Staatswissenschaften an der Eberhard-Karls-Universität Tübingen. In dieser Zeit wurde er Mitglied der Kameradschaft Ostland. Da er zur Wehrmacht eingezogen wurde, musste er das Studium unterbrechen. Von 1941 bis 1945 nahm er als Soldat am Zweiten Weltkrieg teil, zuletzt als Leutnant und Kompanieführer.
Nach dem Kriegsende setzte Schwörer sein Studium fort, das er 1947 mit dem ersten juristischen Staatsexamen und nach der Referendarzeit 1950 mit der Promotion zum Dr. jur. beendete. Seine Dissertation vom 13. April 1950, die er 1949 für die Rechts- und Wirtschaftswissenschaftliche Fakultät in Tübingen anfertigte, trägt den Titel Die strafbaren Verbindungen: Eine rechtshistorische Betrachtung mit besonderer Berücksichtigung des geltenden Rechts.
Ab Ende 1950 war er im Familienunternehmen Hans Schwörer KG Baustoffwaren in Sigmaringen tätig und übernahm dort leitende Funktionen. Gemeinsam mit seinem Bruder wurde er später Geschäftsführer der Sigmaringer Besitz-Gesellschaft Schwörer Haus GmbH & Co. KG.
Seit Ende August 2007 ist die Dr. Hermann Schwörer Stiftung, eine Stiftung des bürgerlichen Rechts, rechtsfähig. Zweck der Stiftung ist die Förderung von Kunst und Kultur, des Heimatgedankens, des Brauchtums, des Sports, gemeinnütziger Einrichtungen sowie die Gewährung direkter Hilfe an Arme wie auch von Spenden an gemeinnützige kirchliche Einrichtungen. Hermann Schwörer war bis zu seinem Tod deren Vorstand.
Er war verheiratet mit Sophie Schwörer geb. Belstler.

## Politische Tätigkeit
Schwörer trat 1951 in die CDU ein, schloss sich gleichzeitig der Jungen Union an und war seit 1953 Landesschatzmeister der Jungen Union Württemberg-Hohenzollern. Von 1952 bis 1957 war er zunächst Geschäftsführer und von 1957 bis 1968 dann Vorsitzender des CDU-Kreisverbands Sigmaringen. Außerdem war er Vorsitzender des CDU-Mittelstandsausschusses Württemberg-Hohenzollern und wurde in den Landesvorstand der CDU Württemberg-Hohenzollern gewählt.
Schwörer gehörte dem Deutschen Bundestag vom 21. Oktober 1958, als er für den verstorbenen Abgeordneten Herbert Wolff nachrückte, bis 1994 an. Er war zunächst über die Landesliste Baden-Württemberg ins Parlament eingezogen, vertrat von 1965 bis 1980 den Wahlkreis Balingen und von 1980 bis 1994 den Wahlkreis Zollernalb – Sigmaringen. Von 1970 bis 1979 war er zudem Mitglied des Europäischen Parlamentes.

## Sonstige Mitgliedschaften, Ehrungen und Auszeichnungen
Hermann Schwörer wurde 1982 der Verdienstorden der Bundesrepublik Deutschland (Großes Verdienstkreuz) und 1998 die Verdienstmedaille des Landes Baden-Württemberg verliehen. 2009 erhielt er die Europamedaille und 2010 das Ehrenkreuz der Bundeswehr in Gold.
Er war Beisitzer im Verein der Freunde der Erzabtei St. Martin e.V. und Mitglied im Verein des Bildungsträgers ABA Albstadt e.V.

## Veröffentlichungen
- Hermann Schwörer: Bilder eines Lebens…, Sigmaringen, Juni 2007
- Hermann Schwörer: Mein Lebensbericht, Sigmaringen, Juni 2007